# Ново-Атагинская соборная мечеть имени Элах-Муллы
Ново-Атагинская соборная мечеть имени Элах-Муллы — главная джума-мечеть селения Новые Атаги Шалинского района Чеченской Республики.

## История
Возле центрального входа в мечеть установлена чёрная мраморная плита с надписью: мечеть имени Элах-Муллы (чеч. «Элах-моллин цIарах маьждиг. 1913 год −1331год» (по хиджре). Элах-Мулла Дебиров в 1871 году был избран кадием селения Новые Атаги, на этой должности он оставался тринадцать лет. На месте сегодняшней центральной мечети прежде стояла маленькая деревянная мечеть 1880 года постройки.
В начале XX века жители села решили построить новую мечеть. С 1904 года жители начали закупать камень-ракушечник в Баку. Камень в Грозный завозился из Баку по железной дороге в вагонах, а оттуда на бычьих упряжках перевозился в село.
Организатором строительства новой мечети, согласно старейшинам, был шейх Докка-мулла (Абдул-Азиз Шаптукаев). В 1911 году новоатагинцы начали строить мечеть на собранные средства местных жителей. По периметру на стенах арабской вязью высечены имена жителей села, сделавших пожертвования на строительство мечети.
В 1937 году, после начала Большого террора, мечеть была закрыта. Абдул-Халим Берсанов, бывший кадием села, вопреки запрету НКВД, провёл в мечети рузба-намаз, за был тут же арестован НКВД и пропал без вести.
Во время Великой Отечественной войны в мечети располагался военный госпиталь. После депортации чеченцев здание было отведено под склад зерна, который располагался здесь до 1979 года.
В 1979 году новоатагинцы Махмуд Басханов и Насрудди Матуев инициировали возвращения мечети для совершения молитв верующим. Мечеть была одной из первых СССР открыта для религиозной деятельности. После открытия мечети новоатагинцы и жители соседних сёл провели ремонт мечети за свой счёт.
В 2008 году мечеть была отреставрирована. Было сделано отопление, надстроен второй этаж, выполнены внутренние отделочные работы. Благодаря этому полезная внутренняя площадь достигла 700 м². В 2013 году было торжественно отмечено 100-летие Новоатагинской главной мечети. 19 декабря 2023 года мечеть была включена в Единый государственный реестр объектов культурного наследия народов РФ.